# Université de Ngozi
L'université de Ngozi est un établissement privé d'enseignement supérieur situé au nord du Burundi.

## Historique
L'université de Ngozi a été mise en place dans le cadre d'un projet communautaire et privé dont le but était de développer les communautés locales et l'enseignement supérieur du Burundi.

Elle fut créée le 17 avril 1999 et agréée le 7 mai 1999 (ordonnance ministérielle no 530/264).
À l'époque, le système éducatif burundais connaissait un accroissement important des effectifs de l’enseignement secondaire et la situation risquait de déboucher sur une impasse si rien n’était fait au niveau de l’enseignement supérieur. La création de l’université de Ngozi est alors venue appuyer et désengorger la seule université publique qui existait jusque là au Burundi, et qui était déjà en sur-effectifs (7 000 étudiants pour 4 000 places en 1999). L'objectif était de soutenir le développement de l'enseignement supérieur dans un pays qui ne comptait alors qu'un étudiant pour 1 000 habitants, un chiffre très en dessous de la déjà faible moyenne africaine (3 étudiants pour 1 000 habitants en 1999)[réf. souhaitée].
Imaginé en pleine guerre civile, le projet communautaire qui a donné naissance à l'UNG visait aussi à offrir aux jeunes burundais une alternative à la violence, en leur permettant de continuer à étudier malgré le conflit. De fait, la seule université de l'époque, l’université publique du Burundi, a été particulièrement soumise à la violence et aux déchirements communautaires qui ont ensanglanté le pays. Des étudiants des premières promotions de l’université de Ngozi (sortie en 2003) avaient commencé des études à l’université du Burundi, études qu’ils ont dû abandonner du fait des violences et du climat de peur qui régnaient à Bujumbura, notamment à l’université[réf. souhaitée].
Alors qu'elle avait démarré avec à peine 400 étudiants, l'université de Ngozi en comptait plus de 1 800 en 2010.

## Organisation académique
L'université de Ngozi est composée de cinq facultés et d'un institut :

### Liste des Facultés
- Faculté d'Informatique
- Faculté de Médecine
- Faculté d'Agronomie et Agribusiness
- Faculté des Lettres et Sciences Humaines
- Faculté de Droit, des Sciences Économiques et Administratives

### Institut
- Institut Universitaire des Sciences de la Santé (IUSS) - en partenariat avec l'Université de Vérone
- Institut Supérieur de Comptabilité-Fiscalité, Douane et Administration
- Institut Pédagogique des Langues (en cours d'élaboration)

## Recherche
L'université de Ngozi développe depuis plusieurs années des activités de recherche dans ses domaines de compétences, associant souvent professeurs, étudiants et partenaire international.

### CERADER
(mai 2012).
Si vous disposez d'ouvrages ou d'articles de référence ou si vous connaissez des sites web de qualité traitant du thème abordé ici, merci de compléter l'article en donnant les références utiles à sa vérifiabilité et en les liant à la section « Notes et références ».
Créé en 1999, le CERADER (Centre de Recherche sur l'Agriculture et pour le Développement Rural) agit aujourd'hui dans les 4 provinces les plus peuplées et les plus pauvres du Burundi, toutes situées au nord du pays : Kirundo, Kayanza, Muyinga et Ngozi.
L'action du CERADER porte sur trois aspects[réf. souhaitée] :

#### La Recherche et Développement
Recherche variétale sur le riz
Après des essais dans plusieurs zones sur le riz le mieux adapté à l’altitude, le CERADER produit et distribue environ 8 tonnes de semences de  pré-base de riz de haut-rendement dans les Directions provinciales de l'agriculture et de l'élevage (DPAE) de Ngozi et Kirundo, ainsi qu'à plusieurs organisations paysannes. Signalons en passant que la production du riz est actuellement excédentaire dans la région de Ngozi alors qu’il était pratiquement inexistant avant la création de l’Université.
En partenariat avec la Coopération Technique Belge (CTB) via le projet PADAP, le CERADER est en train de réaliser d’autres essais sur des semences de riz dans presque tous les marais de la Province de Kirundo en vue de sélectionner des variétés qui  puissent produire des hauts rendements en fonction de différentes zones agroclimatiques de la Province de Kirundo, encore affectée par des famines chroniques.
Recherche variétale sur les cultures maraîchères
Le CERADER effectue actuellement des essais de production de semences maraîchères de pré-base de qualité en partenariat avec l’Université de Caroline du Sud et produit des semences de carottes, de brocolis, de choux-fleurs, de courgettes, d’aubergines, d’amarantes, etc. L'étude phytotechnique de chaque variété actuellement en cours devrait déboucher sur la certification de semences portant l’étiquette CERADER/ FACAGRO NGOZI.
Recherche variétale sur les cultures fruitières
Le CERADER mène actuellement des essais de production de semences fruitières et produit des semences de papayes, d'ananas, de prunes du Japon, etc. L'étude phytotechnique de chaque variété actuellement en cours devrait déboucher sur la certification de semences portant l’étiquette CERADER/ FACAGRO NGOZI.
Optimisation de l'apiculture et de la production de miel
Le CERADER/FACAGRO fait également des recherches dans le domaine de l’apiculture portant sur l’identification des maladies et ravageurs d’abeilles, recherche qui se réalise dans la Commune de Muhanga en Province de Kayanza.
Recherche action sur le café
Le CERADER effectue actuellement des essais de production de semences afin de stabiliser et développer la production de café. Il mène par ailleurs des recherches pour développer les qualités organoleptiques du café et lutter contre le « goût pommes de terre » des variétés cultivées.
Laboratoire de contrôle de la qualité des semences et d'analyse des produits agroalimentaires
Le CERADER est en train de créer un laboratoire d'analyse agronomique doté de deux départements. Un premier département sera chargé de contrôler la qualité des semences. Le second département analysera les qualités physiques et nutritionnelles des produits agroalimentaires afin de vérifier qu'elles correspondent aux normes nationales et régionales.
L'objectif de ce laboratoire est de parvenir à l'établissement d'une certification des semences et des produits agroalimentaires, certifiés CERADER/ FACAGRO NGOZI.

#### Formation et encadrement de la population
Farmer Training
Le CERADER dispense actuellement des formations à destination de la population paysanne, donnant lieu à la délivrance d'un certificat de participation à la formation. Cette formation porte sur la fertilisation des sols, la protection des sols, les techniques culturales des cultures maraîchères et la lutte intégrée contre les maladies et ravageurs.
Un manuel reprenant les différents points de cette formation est sur le point d'être publié et distribué à plusieurs associations paysannes.
Encadrement de la population dans la production de semences maraîchères
Le CERADER dispose aussi d'un champ de démonstration à Vyerwa qui sert de terrain didactique pour la formation des paysans. Il a déjà formé plus de 60 associations dans le domaine de la culture maraîchère et leur a déjà distribué des semences dans ce sens.

#### Appui à des projets de développement socio-économique
Études de référence
Dans le cadre des travaux d'aménagement urbain financé par la Banque Africaine de Développement (BAD), le CERADER a été sollicité pour effectuer les études d'impact pour le projet de pavage des rues.

### Centre de recherche en sciences juridique et économique
Créé en 2009, le Centre de recherche en sciences juridique et économique propose des formations ciblées en droit pour les professions juridiques et judiciaires, ainsi que pour la société civile et d'autres publics. Le centre a déjà dispensé les formations suivantes :
- formation des formateurs sur le droit de la procédure pénale destinée aux officiers de police judiciaire ;
- formation en droit pénal général destinée aux officiers et agents de police judiciaire ;
- formation sur les droits de l'homme et les libertés publiques destinée aux officiers de police judiciaire (OPJ) ;
- formation des formateurs sur l’organisation et la compétence judiciaire pour les officiers de police judiciaire ;
- formation sur les règles et les infractions électorales pour les membres des Commissions Communales Électorales  Indépendantes (CECI) ;
- formation sur les règles et les infractions électorales pour les  présidents des bureaux de vote ;
- formation sur les règles et les infractions électorales pour les responsables des partis politiques ;
- formation des juges des tribunaux de résidence sur des matières variées.

### Centre de recherche en linguistique computationnelle
(mai 2012).
Si vous disposez d'ouvrages ou d'articles de référence ou si vous connaissez des sites web de qualité traitant du thème abordé ici, merci de compléter l'article en donnant les références utiles à sa vérifiabilité et en les liant à la section « Notes et références ».
Créé en 2011 en partenariat avec le groupe TEDECO, le Centre de recherche en linguistique computationnelle  de l'Université de Ngozi mène un projet intitulé  “Natural Languages”, qui consiste à contribuer au développement d'un dictionnaire électronique multilingue incluant des langues bantoues parlées en Afrique de l'Est, notamment le kirundi.
L'objectif est de renforcer l'utilisation des langues bantoues, en commençant par le kirundi et le swahili, grâce à l'usage des nouvelles technologies.
Trois structures, qui travaillent depuis longtemps ensemble, sont pour le moment impliquées dans le projet:
- L'Université polytechnique de Madrid en Espagne, au travers du groupe TEDECO[5], a conçu le projet, assure le suivi des activités et leur visibilité internationale et finance des bourses pour les étudiants qui travaillent au sein du projet afin de rémunérer leur contribution.
- Kamusi International[6] aux États-Unis et en Suisse, finance le coordinateur à mi-temps du projet, une indemnité pour les tuteurs et des bourses pour les étudiants, ainsi que du matériel d'appoint pour mener à bien le projet. L'ONG fournit surtout le support du dictionnaire PALDO (Pan African Living Dictionaries Online[7]).
- L'Université de Ngozi au Burundi, met des enseignants et des étudiants à la disposition du projet afin d'effectuer la production de données pour le dictionnaire. À cette fin, l'équipe du projet, composée d'enseignants et d'étudiants boursiers de la faculté de Lettres et sciences humaines, travaille respectivement sur : 
  - la production d'entrées en français, kirundi et swahili dans le dictionnaire, avec une identification grammaticale, une racine (lemma), une définition, des indications sur les catégories de mots et les différentes formes qu'il peut prendre et un exemple d'usage pour chaque entrée,
  - la traduction d'articles de Wikipédia du français vers le kirundi,
  - la traduction de l'application qui gère le système de bourses et le développement d'une terminologie pour les ICT de l'anglais et du français vers l'espagnol, le kirundi et le swahili.

#### Méthodologie
Le dictionnaire électronique
Pour la partie du dictionnaire créée sur une base systémique, le Centre travaille actuellement sur la base d'un ensemble de référence d'environ 4000 mots universels et leur traduction en espagnol. Cette sélection de référence a été  élaborée par le Ministère de l'Éducation espagnol en 1985, et correspondant au vocabulaire de base d'enfants ayant entre 8 et 11 ans. Elle a dû être légèrement actualisée pour correspondre aux exigences du projet.
Les mots universels appartiennent à la Langue de mise en réseau universel (Universal Networking Language – UNL), une langue artificielle, dont toute ambiguïté a été gommée, créée dans les années 1990 par l'Université des Nations unies dans le cadre de son Programme UNL. Le but de ce programme est de soutenir le développement massif du multilinguisme sur Internet. 
L'UNL est une “interlingua”, autrement dit, une langue utilisée comme pivot entre d'autres langues au sein de systèmes de traduction automatique. Or utiliser une “interlingua” qui ne contient pas d’ambiguïté (et qui est donc artificielle, puisque toutes les langues humaines sont par nature ambiguës) comme source des entrées d'un dictionnaire permet de développer des dictionnaires multilingues sans avoir besoin de traducteurs humains parlant toutes les langues requises. Seuls sont nécessaires des traducteurs qui comprennent les mots dans l'”interlingua” et qui peuvent les traduire vers l'une des langues du dictionnaire. 
La traduction d'articles pour créer un corpus bilingue français - kirundi
La partie français-kirundi du dictionnaire est par ailleurs développée en utilisant un système statistique. Pour cela, ils rassemblent un corpus de textes bilingues, rédigés en français et en kirundi. Dans le même temps, une équipe d'étudiants est chargé de traduire des articles en français tiré de l'encyclopédie libre Wikipédia (afin d'éviter tout problème lié à la propriété intellectuelle) vers le kirundi. 
Aussitôt traduits, les articles en kirundi sont mis en ligne sur le site de rn.wikipedia.org. Puis, sur la base de l'ensemble du corpus bilingue ainsi constitué, ainsi que dans l'avenir, des corpus parallèles dans les deux langues élaborés dans des domaines spécifiques communs, un logiciel d'extraction de mots, qui permettra d'appliquer aux couples de textes des méthodes de reconnaissance statistique, offrira la possibilité d'accroître rapidement le nombre d'entrées traduites en français et en kirundi dans le dictionnaire.

## Services à la population locale et estudiantine
Le projet communautaire à l'origine de la création de l'UNG visait à créer une université proche de la communauté et au service des jeunes. 

### Centre médical universitaire
En 2001, l'université de Ngozi a décidé de créer un centre médical universitaire pour répondre aux besoins de la communauté universitaire en matière de soins de santé.
En collaboration avec l’UCODE (Union pour la Coopération et le Développement - ONG burundaise de micro-finance), l’Université fournit aussi des prestations à la population via une mutuelle communautaire.
Des médecins spécialistes venus enseigner à l’Université font ponctuellement des consultations dans ce centre.
Ce centre, ouvert à tous, propose comme services : les Consultations externes, le Laboratoire d'analyses médicales et la petite chirurgie (sutures).

### Campus numérique francophone partenaire
Le Campus Numérique Francophone (CNF) a été inauguré le 1er février 2011. Ses missions sont de favoriser l'accès des étudiants et des enseignants-chercheurs à l'information scientifique et technique et de familiariser la communauté universitaire à l'usage des technologies de l'information et de la communication pour l'éducation (TICE).
Le Campus propose les services suivants : 
- La commande d'articles via les services de l'Institut national de l'information scientifique et technique[9] (CNRS-France). Ce service, largement subventionné par l'AUF (95 % du coût réel) met à la disposition des utilisateurs une des banques de données les plus importantes au monde, riche de 50 millions de références dans toutes le disciplines.
- Les formations aux nouvelles technologies[10] : les thématiques abordées concernent les systèmes et réseaux (Linux), les outils de recherche documentaire, la publication scientifique en ligne, la création de sites web éducatifs ou encore la mise en œuvre de formations à distance.
- Les formations ouvertes et à distance[11] (FOAD) : L'Agence universitaire de la Francophonie propose un ensemble de formations ouvertes et à distance dans tous les domaines académiques. Ces formations débouchent pour la plupart sur des diplômes d'État. Ces formations sont proposées à un tarif préférentiel par l'AUF et les meilleurs étudiants peuvent aussi bénéficier d'allocation d'études. Les exigences de qualité de ces diplômes sont vérifiées par l'Agence.
- Un relais fonctionnel des programmes de l'AUF : bourses de mobilité, soutien à l'organisation de colloques, appui à la formation et à la recherche, etc. Il valorise auprès des étudiants et des enseignants les actualités de l'Agence et accompagne ces derniers dans le montage de leurs dossiers.

### Centre Ubumenyi
Depuis 2006, l'association TEDECO de l'Université Polytechnique de Madrid (Projet TESON) soutient le développement des  Technologies de l'Information et de la Communication pour l'Éducation (TICE). Aujourd'hui, l’Université est dotée d’un parc informatique de 65 ordinateurs et de serveurs pour l'intranet et l’Internet.
Pour exploiter utilement ce parc et pour contribuer au développement des nouvelles technologies dans la région rurale où est implantée l'Université, un centre nommé Ubumenyi a été mis en place.
Ses missions sont de faciliter le transfert de technologies, permettre l'appropriation des Technologies de l'Information et de la Communication pour l'Éducation (TICE) par la communauté universitaire et former plus rapidement des professionnels opérationnels.
Ses services sont la formation du public en Microsoft Windows, Linux, Microsoft Word, Microsoft Excel, Internet, Logiciel de gestion et comptabilité, etc. Ainsi que les cours à distance : Grâce à la technologie du e-learning et à l'adaptation du logiciel Moodle, les étudiants de l'Université de Ngozi, en particulier ceux de la faculté d'informatique, peuvent suivre des cours dispensés à distance par des professeurs de l'Université polytechnique de Madrid. 

### Maison TV5 Monde
Inaugurée en février 2011 en même temps que le CNF, la Maison TV5 Monde offre la possibilité aux étudiants de l'université et aux voisins d'avoir accès à la télévision et à des films en français, tous les soirs de la semaine à partir de 18h. De plus, le club RFI rattaché à la Maison TV5 Monde encadrent des groupes de lycéens autour d'activités d'écriture et de théâtre.

## Relations internationales
Depuis sa création, l'université de Ngozi s'est efforcée de développer un réseau de coopération nationale et internationale avec d'autres universités et différents acteurs de la coopération internationale.

### Réseaux inter-universitaires
Elle échange notamment avec l'Agence universitaire de la francophonie (AUF), l'Inter-University Council for East Africa (IUCEA) et le Réseau Inter-universitaire des pays des Grands Lacs (RIGL)

### Afrique
En Afrique, elle échange avec l'Université du Burundi de Bujumbura au Burundi, l'Université nationale du Rwanda à Butare au Rwanda, l'Université Makerere à Kampala en Ouganda et l'Université Marien-Ngouabi à Brazzaville au Congo-Brazzaville.
Caritas Burundi permet l'accueil de stagiaires, inclut un programme de volontariat et fait la promotion de la dignité humaine et de la Charité 
BIOPOST-COFUNA France ADISCO(Appui au Développement Intégral et à la Solidarité sur les Collines) CAPAD(Confédération des Associations Agricoles pour le Développement).
Les projets de production locale de bio-fertilisants à base de déchets végétaux permettende créer de l'emploi, d'augmenter la qualité des sols et de contribuer de manière active à la conservation des sols et au recyclage des résidus.

### Amériques
En Amérique, elle échange avec l'Agence des États-Unis pour le développement international (USAID) et Université de Caroline du Sud aux États-Unis qui permet le financement du CERADER (Centre de recherche agronomique et de développement rural) et appui à ses différents programmes de recherche. La recherche et le développement permettent la création d'un Laboratoire pour le contrôle de la qualité des semences et d'analyse des produits agro-alimentaires et promeut un programme de formation en Agribusiness à l'Université de Caroline du Sud.

### Europe
En Europe, elle échange avec l'Association TEDECO de l'Université polytechnique de Madrid (UPM) en Espagne. Le projet TESON appuie au développement de l'usage des TIC et missions d'enseignement. Le projet KUMENYA permet une gestion de la bibliothèque. Le projet UBURYO finance les bourses universitaires.
Elle échange également avec Kamusi International et TEDECO (UPM) en Suisse, aux États-Unis et en Espagne. Le projet Natural Languages est un soutien au développement du kirundi au sein du dictionnaire électronique multilingue PALDO (Pan African Living Dictionaries Online)
L'association avec l'Université de La Rioja en Espagne donne un supplément de formation à destination des professeurs de l'Université.
L'Université de Jaén en Espagne a des missions d'enseignement en topographie et finance le matériel topographique.
L'Association SPH (Se Puede Hacer) avec le soutien de l'administration locale de Jaén permet des donations de matériels d'infirmerie, distribue des microcrédits et permet un suivi (cours de marketing), distribue des ordinateurs et des bourses d'études universitaires pour les jeunes femmes défavorisées. Elle met en place un plan stratégiques sur 5 ans avec l'aide d'experts et donne des cours de permaculture. 
L'Agence espagnole de coopération internationale au développement (AECID) en Espagne permet l'envoi d'un lecteur d'espagnol.
L'hôpital de Ngozi et l'Université de Vérone en Italie financent le matériel, accueille des étudiants stagiaires de l'Institut au sein de l'hôpital et soutien au fonctionnement d'une salle de cinéma.
La Coopération technique belge (CTB) en Belgique déploie le projet PADAP permettant des essais sur des semences de riz et des sélections de variétés à hauts rendements adaptées aux différentes zones agro-climatiques de la Province de Kirundo. Elle permet également la formation juridique en partenariat avec le Centre de Recherche en Science Juridique et Économique.  
L'Ambassade de France au Burundi en France fournit une salle média TV5 Monde.
La Délégation catholique pour la coopération (DCC) en France envoi des enseignants volontaires en gestion de projets et en droit.
Elle collabore également avec l'Université Catholique de Lille en France.
BIOPOST-COFUNA France, ADISCO(Appui au Développement Intégral et à la Solidarité sur les Collines) et CAPAD(Confédération des Associations Agricoles pour le Développement) initient un projet de production locale de bio-fertilisants à base de déchets végétaux ce qui permet de créer de l'emploi, d'augmenter la qualité des sols et de contribuer de manière active à la conservation des sols et au recyclage des résidus.